# Thysanoplusia
Genre
Thysanoplusia est un genre de lépidoptères (papillons) nocturnes de la famille des Noctuidae.

## Liste des espèces
Selon GBIF (19 février 2024) :
- Thysanoplusia ablusa Felder & Rogenhofer, 1874
- Thysanoplusia acosmia Dufay, 1972
- Thysanoplusia anargyra Guenée, 1852
- Thysanoplusia angulum Guenée, 1852
- Thysanoplusia arachnoides (Distant, 1901)
- Thysanoplusia aranea (Hampson, 1909)
- Thysanoplusia argyrodonta (Hampson, 1910)
- Thysanoplusia asapheia Dufay, 1977
- Thysanoplusia aspila Dufay, 1972
- Thysanoplusia aureopicta Ronkay & Behounek, 1996
- Thysanoplusia bipartita (Snellen, 1880)
- Thysanoplusia brechlini Ronkay & Behounek, 1999
- Thysanoplusia calceolaris Walker, 1858
- Thysanoplusia callista (Dufay, 1972)
- Thysanoplusia capnista Dufay, 1972
- Thysanoplusia cernyi Ronkay & Behounek, 1999
- Thysanoplusia chalcedona (Hampson, 1902)
- Thysanoplusia circumscripta (Freyer, 1831)
- Thysanoplusia clarci Hampson, 1910
- Thysanoplusia cupreomicans (Hampson, 1909)
- Thysanoplusia daubei (Boisduval, 1840)
- Thysanoplusia distalagma (Hampson, 1913)
- Thysanoplusia dolera Dufay, 1977
- Thysanoplusia ekeikei Bethune-Baker, 1906
- Thysanoplusia epicharis (Dufay, 1972)
- Thysanoplusia eutheia Dufay, 1972
- Thysanoplusia exquisita (Felder & Rogenhofer)
- Thysanoplusia flavirosea Dufay, 1972
- Thysanoplusia florina Guenée, 1852
- Thysanoplusia hemichalcea (Hampson, 1913)
- Thysanoplusia homoia Dufay, 1968
- Thysanoplusia ignescens (Dufay, 1968)
- Thysanoplusia ignicollis Dufay, 1968
- Thysanoplusia indicator Walker, 1858
- Thysanoplusia intermixta (Warren, 1913)
- Thysanoplusia jonesi Ronkay & Behounek, 1996
- Thysanoplusia laportei Dufay, 1972
- Thysanoplusia lectula (Walker)
- Thysanoplusia mulunga Dufay, 1972
- Thysanoplusia nyei Dufay, 1972
- Thysanoplusia orichalcea (Fabricius, 1775)
- Thysanoplusia photeina (Dufay, 1972)
- Thysanoplusia rectilinea Wallengren, 1856
- Thysanoplusia reticulata (Moore, 1882)
- Thysanoplusia rostrata (Fletcher, 1963)
- Thysanoplusia semirosea Dufay, 1968
- Thysanoplusia sestertia (Felder & Rogenhofer, 1874)
- Thysanoplusia spoliata Walker, 1858
- Thysanoplusia telaugea (Dufay, 1972)
- Thysanoplusia tetrastigma (Hampson, 1910)
- Thysanoplusia turlini Dufay, 1978
- Thysanoplusia viettei Dufay, 1968
- Thysanoplusia violascens Hampson, 1913

### Espèces rencontrées en Europe
- Thysanoplusia daubei (Boisduval, 1840)
- Thysanoplusia orichalcea (Fabricius, 1775)

## Systématique
Le nom valide complet (avec auteur) de ce taxon est Thysanoplusia Ichinosé (d), 1973.
Thysanoplusia a pour synonymes :
- Circumplusia Behounek, Ronkay & Ronkay, 2010
- Exquiplusia Behounek, Ronkay & Ronkay, 2010